# Lazzarella/Strada 'nfosa/Resta cu'mme/La signora a fianco
 Lazzarella/Strada 'nfosa/Resta cu'mme/La signora a fianco è l'undicesimo EP di Domenico Modugno, pubblicato su vinile a 45 giri dall'etichetta discografica Fonit nel maggio 1957.

## Tracce
Lato A
1. Lazzarella – 3:18 (testo: Riccardo Pazzaglia – musica: Domenico Modugno)
2. Strada 'nfosa – 2:58 (testo: Riccardo Pazzaglia – musica: Domenico Modugno)

Lato B
1. Resta cu'mme – 2:44 (testo: Dino Verde – musica: Domenico Modugno; edizioni musicali Fonit)
2. La signora a fianco – 2:17 (testo: Riccardo Pazzaglia – musica: Domenico Modugno)